# 下川手站
下川手站（日语：／ Shimokawate eki */?）是位於岐阜縣稻葉郡厚見村下川手，名古屋鐵道名岐線的車站（廢站）。

## 歷史
- 1914年（大正3年）6月2日 - 美濃電氣鐵道（日语：美濃電気鉄道）車站啟用[1]。
- 1944年（昭和19年） - 車站暫停營業。
- 1942年（昭和17年）4月1日前（正式日期不詳） - 車站廢除[1]。

## 相鄰車站
所屬路線與相鄰車站取自營業時代。
名古屋鐵道
名岐線
特急、急行
通過
普通
境川－下川手－茶所

## 注腳
1. 1 2  今尾惠介（監修）.  7 東海. 新潮社. 2008: 42. ISBN 978-4-10-790025-8 （日语）.